# Doyen de Liverpool

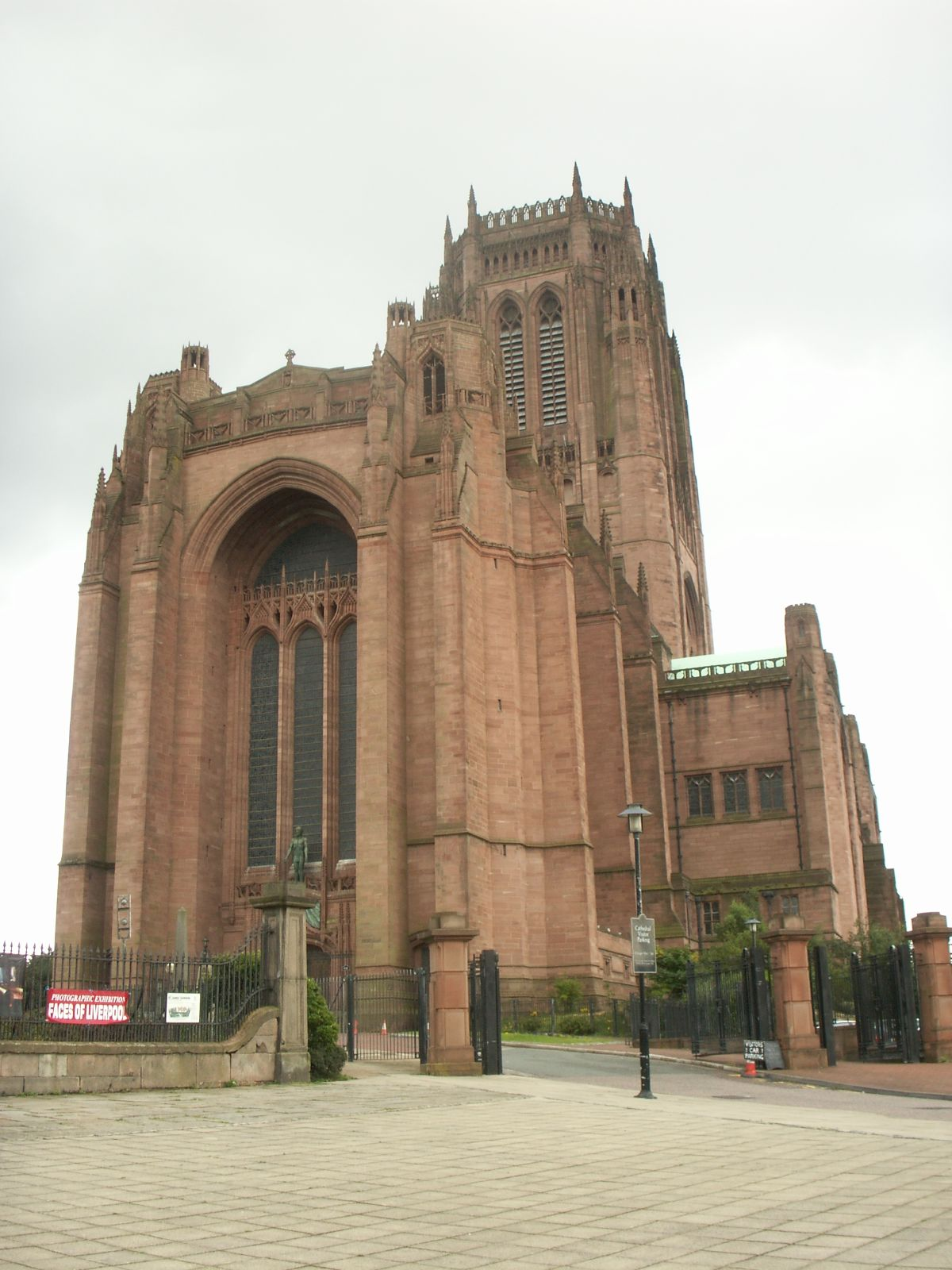
La cathédrale de Liverpool.

Le doyen de Liverpool (en anglais : Dean of Liverpool) dirige le chapitre de chanoines de la cathédrale de Liverpool, au Royaume-Uni.
La fonction est exercée par Susan Jones (en), depuis le 5 mai 2018.
Un ancien doyen, Edward Patey, a déclaré qu'il s'agissait du « meilleur poste de toute l'église d'Angleterre ».

## Liste des doyens
- 1931-1955 : Frederick Dwelly[2]
- 1956-1963 : Frederick Dillistone
- 1964-1983 : Edward Patey
- 1983-1999 : Derrick Walters
- 2000-2007 : Rupert Hoare
- 2007-2011 : Justin Welby
- 2012-2017 : Pete Wilcox
- depuis 2018 : Susan Jones